# Wiesing (powiat Schwaz)
Wiesing – gmina w Austrii, w kraju związkowym Tyrol, w powiecie Schwaz. Liczy 2057 mieszkańców (1 stycznia 2015).